# Motjärnarna (Ljustorps socken, Medelpad, 696050-156053)
Motjärnarna är en sjö i Timrå kommun i Medelpad och ingår i Indalsälvens huvudavrinningsområde.